# Helicoblepharum brasiliense
Helicoblepharum brasiliense là một loài rêu trong họ Pilotrichaceae. Loài này được Herzog mô tả khoa học đầu tiên năm 1924.